# Station Montataire
Station Montataire is een spoorwegstation in de Franse gemeente Montataire.